# Till Brönner

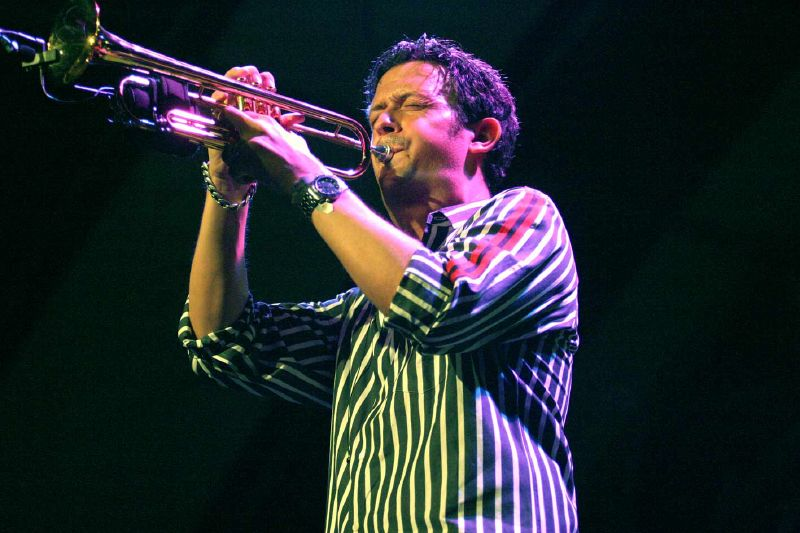
Till Brönner

Till Brönner (Viersen, 1971) é um trompetista e cantor alemão.
Estudou trompete de jazz na Musikhochschule em Colónia e tocou na Big Band da RIAS. 
Ganhou os prêmios Preis der Deutschen Schallplattenkritik e Preis der Deutschen Plattenindustrie.
Logo estava tocando com grandes nomes do jazz tais como Dave Brubeck, Tony Bennett, James Moody, Monty Alexander, Nils Landgren, Klaus Doldinger e Joe Sample.

## Discografia
- 1993 Generations of Jazz
- 1995 My secret Love
- 1996 German Songs
- 1999 Love
- 2000 Chattin with Chet (Um tributo a Chet Baker)
- 2001 Jazz Seen
- 2002 Blue eyed Soul
- 2004 That Summer
- 2005 Höllentour (O.S.T.)
- 2006 Oceana
- 2007 The Christmas Album
- 2008 Rio (Com Annie Lennox, Aimee Mann, Sérgio Mendes, Milton Nascimento, Melody Gardot, Vanessa da Mata, Luciana Souza e Kurt Elling)